# Sanami Matō
Sanami Matō (真東 砂波?, Matō Sanami; Ôita, 29 aprile 1969) è una fumettista e scrittrice giapponese molto famosa in patria, soprattutto tra le teenager.
Debutta come mangaka nel 1990 sulla rivista Akita Shoten con Tenshi no Soba e tra le sue opere si annoverano anche alcune dōjinshi, soprattutto del famoso manga One Piece.

## Opere principali
- Tenshi no Soba (1990)
- Penguin no Ousama (1992)
- Be-ing (1994)
- Fake (1994)
- Black x Blood (1995)
- RA-I (1995)
- Sakura no Furu Yoru (1995)
- Full Moon ni Sasayaite (1998)
- Ten-ryu (1999)
- Yo-U (2000)
- Access-B (2001)
- Trash (2004)